# سیزدهمین (فیلم)
سیزدهمین (انگلیسی: 13th) فیلمی مستند به کارگردانی ایوا دوورنی است که در سال ۲۰۱۶ منتشر شد. این فیلم بر وضعیت نژاد در سیستم قضایی جنایی آمریکا متمرکز است و نامش را از متمم سیزدهم قانون اساسی ایالات متحده آمریکا گرفته است که برده‌داری را (مگر به عنوان مجازات برای جرم و جنایت) ممنوع اعلام می‌کند. مستند دوورنی تلاش می‌کند نشان دهد برده‌داری، به‌طور مؤثر و از طریق حبس همگانی، تداوم یافته است.
فیلم پس از جلب نظر مثبت منتقدان، نامزد جایزه اسکار بهترین فیلم مستند در هشتاد و نهمین دوره جوایز اسکار شده است.